# ¡Alfaro Vive, Carajo!
Albums de At the Drive-In
Hell Paso
(1994) Acrobatic Tenement
(1996)
¡Alfaro Vive, Carajo! est le deuxième EP du groupe américain de Post-hardcore At the Drive-In, publié en 1995 par Western Breed Records.

## Liste des chansons
Toute la musique est composée par At the Drive-In.
| 1.    | Bradley Smith      | 2:43 |
| 2.    | Instigate the Role | 2:59 |
| 3.    | Ludvico Drive-In   | 2:30 |
| 4.    | Circuit Scene      | 3:27 |
| 5.    | Plastic Memories   | 4:14 |
| 15:53 |                    |      |